# Baie-Sainte-Catherine
Baie-Sainte-Catherine es un municipio canadiense situado en la provincia de Quebec.

## Superficie
Baie-Sainte-Catherine tiene una superficie de 232,89 km².

## Demografía
En 2021, tenía 184 habitantes, una densidad poblacional de 0,8 hab./km², y 125 viviendas.